# Józef Jurzak
Józef Jurzak (ur. 12 marca 1913 w Hałcnowie, zm. ??) – polski lekkoatleta, specjalizujący się w biegach długodystansowych, jak również biegacz narciarski.
Był uczestnikiem biegu narciarskiego techniką klasyczną na dystansie 18 km podczas mistrzostw świata w narciarstwie klasycznym (Zakopane 1939, 81. miejsce).

## Osiągnięcia
- Mistrzostwa Polski seniorów w lekkoatletyce (3 medale)[3]
  - Łódź 1945 – srebrny medal w biegu na 5000 m
  - Kraków 1946 – złoty medal w biegu na 5000 m
  - Gdańsk 1949 – brązowy medal w biegu na 10 000 m